# Altstädtischer Markt (Brandenburg an der Havel)
Der Altstädtische Markt ist ein zentraler, seit dem Mittelalter bestehender Platz in der Altstadt der Stadt Brandenburg an der Havel.

## Geschichte und Gestaltung
Über den Altstädtischen Markt verlaufen seit dem Mittelalter die die Altstadt durchziehenden Haupthandelswege. So mündet an der südwestlichen Ecke des rechteckigen Platzes die Plauer Straße von Magdeburg über Plaue ein. An der nördlichen Ecke mündet die Straße Parduin, von der die alten Straßen nach Rathenow abgeht und die selbst verlängert über die Homeyenbrücke und den Grillendamm zum Dom Brandenburg und zur alten Landstraße nach Spandau wird. Die Straßen münden um Platzbreite gegeneinander verschoben ein.
Eine mittelalterliche Bebauung hat sich nur im östlichen Bereich des Platzes erhalten. Dominierendes Gebäude ist das Altstädtische Rathaus. Dieses herausragende Werk profaner Backsteingotik wurde nach 1290 erbaut. Das ebenfalls gotische Ordonnanzhaus liegt rechts des Rathauses mit seiner Rückseite zum Markt beziehungsweise zu einer zwischen Rathaus und Ordonnanzhaus verlaufenden 1912 baulich verschlossenen Gasse zur Schusterstraße. Davor befindet sich das kleine barocke und frei stehende Inspektorhaus. Das Sekretariats- und Syndikatshaus ist ein Doppelhaus und Bauwerk der Renaissance. Beide Haushälften stammen aus dem 16. Jahrhundert. Dieses wurde Mitte des 19. Jahrhunderts um einen erst zwei-, später dreistöckigen, zweiflügligen städtischen Krankenhausbau auf der Rückseite baulich erweitert.
1715, nach der Vereinigung der Altstadt mit der Neustadt und Übersiedeln der gesamten kommunalen Verwaltung in das Neustädtische Rathaus, verlor das Altstädtische Rathaus seine Funktion und der Platz seine Bedeutung. Eine Barchentmanufaktur zog ein. Daneben existierte am Markt die militärische Hauptwache und bis zum Jahr 1840 ein Militärgalgen.
Um den Verfall des geschichtlich bedeutenden Hauses zu verhindern, kaufte die Stadt das alte Rathaus zurück und sanierte es umfangreich. Seither erlebte der Markt einen Aufschwung. Ein Brunnen wurde gebaut. Aus der Zeit der Jahrhundertwende stammt auch ein großer Teil der südlichen und westlichen Bebauung des Platzes. Nachdem im Zweiten Weltkrieg das Neustädtische Rathaus zerstört worden war, wurde der Roland auf den Altstädtischen Markt vor das dortige Rathaus umgesetzt. In der DDR wurde der Rathaussaal wieder als Sitzungssaal genutzt, die Verwaltung der Stadt war jedoch anderenorts, im Alten Zuchthaus vor der Altstadt, untergebracht.
Nach der politischen Wende 1989/90 wurden viele Gebäude saniert und Baulücken geschlossen. Ein Hotelneubau wurde auf der nordwestlichen Seite errichtet. Nachdem das Rathaus und das Ordonnanzhaus umfangreich restauriert und umgebaut worden waren, wurde dieser Gebäudekomplex wieder zum eigentlichen Rathaus der Stadt und zum Sitz des Oberbürgermeisters beziehungsweise der Oberbürgermeisterin. Ein großer Teil der Bebauung des Platzes ist als Baudenkmal, die Altstadt in ihrer Gesamtheit als Bodendenkmal ausgewiesen. Eine links vor dem Rathaus stehende Sommerlinde ist seit 1987 Naturdenkmal. Zentral auf dem Platz befindet sich ein Brunnen.